# Liste von Kraftwerken in Paraguay
Die Kraftwerke in Paraguay werden sowohl auf einer Karte als auch in Tabellen (mit Kennzahlen) dargestellt.

## Installierte Leistung und Jahreserzeugung
Im Jahre 2014 lag Paraguay bzgl. der installierten Leistung mit 8.800 MW an Stelle 66 und bzgl. der jährlichen Erzeugung mit 55 Mrd. kWh an Stelle 50 in der Welt. Der größte Teil des erzeugten Stroms wird exportiert. Im Durchschnitt der letzten Jahre waren dies ca. 45 Mrd. kWh jährlich.

## Wasserkraftwerke
| Name des Kraftwerks | Inst. Leistung (MW) | Fluss               | Status     |
| ------------------- | ------------------- | ------------------- | ---------- |
| Acaray              | 210                 | Acaray              | in Betrieb |
| Itaipú              | 14.000              | Paraná              | in Betrieb |
| Presa Yguazú        | 300                 | Lago del Río Yguazú | in Betrieb |
| Yacyretá            | 3.100               | Paraná              | in Betrieb |